# Gran Premio motociclistico d'Australia 2006
Il Gran Premio motociclistico d'Australia 2006 corso il 17 settembre alle 15:00 locali (UTC+10), è stato il quattordicesimo Gran Premio della stagione 2006 e ha visto vincere: in MotoGP la Honda di Marco Melandri, nella classe 250 l'Aprilia di Jorge Lorenzo e nella classe 125 l'Aprilia di Álvaro Bautista.

## MotoGP

### Arrivati al traguardo
| Pos | Nº | Pilota            | Squadra              | Motocicletta | Giri | Tempo     | Griglia | Punti |
| --- | -- | ----------------- | -------------------- | ------------ | ---- | --------- | ------- | ----- |
| 1   | 33 | Marco Melandri    | Fortuna Honda        | Honda        | 26   | 44:15.621 | 7       | 25    |
| 2   | 71 | Chris Vermeulen   | Rizla Suzuki         | Suzuki       | 26   | +9.699    | 16      | 20    |
| 3   | 46 | Valentino Rossi   | Camel Yamaha         | Yamaha       | 26   | +10.526   | 3       | 16    |
| 4   | 15 | Sete Gibernau     | Ducati Marlboro      | Ducati       | 26   | +10.615   | 12      | 13    |
| 5   | 69 | Nicky Hayden      | Repsol Honda         | Honda        | 26   | +10.694   | 1       | 11    |
| 6   | 27 | Casey Stoner      | Honda LCR            | Honda        | 26   | +11.323   | 8       | 10    |
| 7   | 65 | Loris Capirossi   | Ducati Marlboro      | Ducati       | 26   | +26.555   | 13      | 9     |
| 8   | 56 | Shin'ya Nakano    | Kawasaki Racing      | Kawasaki     | 26   | +26.666   | 2       | 8     |
| 9   | 24 | Toni Elías        | Fortuna Honda        | Honda        | 26   | +57.234   | 14      | 7     |
| 10  | 6  | Makoto Tamada     | Konica Minolta Honda | Honda        | 26   | +1:02.231 | 11      | 6     |
| 11  | 17 | Randy de Puniet   | Kawasaki Racing      | Kawasaki     | 26   | +1:02.432 | 9       | 5     |
| 12  | 21 | John Hopkins      | Rizla Suzuki         | Suzuki       | 26   | +1:18.809 | 15      | 4     |
| 13  | 66 | Alex Hofmann      | Pramac d'Antín       | Ducati       | 26   | +1:48.233 | 17      | 3     |
| 14  | 10 | Kenny Roberts Jr  | Team Roberts         | KR211V       | 25   | +1 giro   | 4       | 2     |
| 15  | 26 | Daniel Pedrosa    | Repsol Honda         | Honda        | 25   | +1 giro   | 10      | 1     |
| 16  | 77 | James Ellison     | Tech 3 Yamaha        | Yamaha       | 24   | +2 giri   | 18      |       |
| 17  | 30 | José Luis Cardoso | Pramac d'Antín       | Ducati       | 23   | +3 giri   | 19      |       |

### Ritirati
| Nº | Pilota        | Squadra       | Motocicletta | Giri | Griglia |
| -- | ------------- | ------------- | ------------ | ---- | ------- |
| 7  | Carlos Checa  | Tech 3 Yamaha | Yamaha       | 16   | 6       |
| 5  | Colin Edwards | Camel Yamaha  | Yamaha       | 7    | 5       |

## Classe 250

### Arrivati al traguardo
| Pos | Nº | Pilota            | Squadra                     | Motocicletta | Giri | Tempo     | Griglia | Punti |
| --- | -- | ----------------- | --------------------------- | ------------ | ---- | --------- | ------- | ----- |
| 1   | 48 | Jorge Lorenzo     | Fortuna Aprilia             | Aprilia      | 25   | 39:17.327 | 1       | 25    |
| 2   | 7  | Alex De Angelis   | Master - MVA Aspar          | Aprilia      | 25   | +0.009    | 2       | 20    |
| 3   | 4  | Hiroshi Aoyama    | Red Bull KTM                | KTM          | 25   | +6.560    | 6       | 16    |
| 4   | 34 | Andrea Dovizioso  | Humangest Racing            | Honda        | 25   | +18.196   | 4       | 13    |
| 5   | 73 | Shūhei Aoyama     | Repsol Honda                | Honda        | 25   | +36.000   | 11      | 11    |
| 6   | 80 | Héctor Barberá    | Fortuna Aprilia             | Aprilia      | 25   | +36.484   | 7       | 10    |
| 7   | 15 | Roberto Locatelli | Team Toth                   | Aprilia      | 25   | +37.050   | 10      | 9     |
| 8   | 96 | Jakub Smrž        | Cardion AB Motoracing       | Aprilia      | 25   | +37.134   | 8       | 8     |
| 9   | 14 | Anthony West      | Kiefer - Bos - Racing       | Aprilia      | 25   | +59.653   | 12      | 7     |
| 10  | 58 | Marco Simoncelli  | Squadra Corse Metis Gilera  | Gilera       | 25   | +1:03.829 | 5       | 6     |
| 11  | 28 | Dirk Heidolf      | Kiefer - Bos - Racing       | Aprilia      | 25   | +1:03.834 | 15      | 5     |
| 12  | 16 | Jules Cluzel      | Equipe GP De France - Scrab | Aprilia      | 25   | +1:07.586 | 19      | 4     |
| 13  | 54 | Manuel Poggiali   | Red Bull KTM                | KTM          | 25   | +1:07.775 | 14      | 3     |
| 14  | 37 | Fabricio Perrén   | Stop And Go Racing          | Honda        | 25   | +1:07.849 | 17      | 2     |
| 15  | 42 | Aleix Espargaró   | Wurth Honda BQR             | Honda        | 25   | +1:08.065 | 18      | 1     |
| 16  | 8  | Andrea Ballerini  | Campetella Racing           | Aprilia      | 25   | +1:21.544 | 13      |       |
| 17  | 24 | Jordi Carchano    | WTR Blauer USA              | Aprilia      | 25   | +1:33.035 | 21      |       |
| 18  | 25 | Alex Baldolini    | Matteoni Racing             | Aprilia      | 24   | +1 giro   | 22      |       |
| 19  | 44 | Tarō Sekiguchi    | Campetella Racing           | Aprilia      | 24   | +1 giro   | 24      |       |
| 20  | 22 | Luca Morelli      | Nocable Angaia Racing       | Aprilia      | 24   | +1 giro   | 23      |       |

### Ritirati
| Nº | Pilota           | Squadra                     | Motocicletta | Giri | Griglia |
| -- | ---------------- | --------------------------- | ------------ | ---- | ------- |
| 23 | Arturo Tizón     | Wurth Honda BQR             | Honda        | 9    | 16      |
| 55 | Yūki Takahashi   | Humangest Racing            | Honda        | 8    | 9       |
| 50 | Sylvain Guintoli | Equipe GP De France - Scrab | Aprilia      | 2    | 3       |
| 21 | Arnaud Vincent   | Arie Molenaar Racing        | Honda        | 2    | 20      |

### Non qualificati
| Nº | Pilota          | Squadra         | Motocicletta |
| -- | --------------- | --------------- | ------------ |
| 85 | Alessio Palumbo | Matteoni Racing | Aprilia      |
| 36 | Martín Cárdenas | Repsol Honda    | Honda        |

## Classe 125
La gara è stata interrotta a causa di un incidente dopo che erano stati completati meno di tre giri, pertanto la prima parte di gara è stata considerata nulla. La gara è ripartita sulla distanza di 15 giri, con la griglia di partenza originale.

### Arrivati al traguardo
| Pos | Nº | Pilota              | Squadra                  | Motocicletta | Giri | Tempo     | Griglia | Punti |
| --- | -- | ------------------- | ------------------------ | ------------ | ---- | --------- | ------- | ----- |
| 1   | 19 | Álvaro Bautista     | Master - MVA Aspar       | Aprilia      | 15   | 24:30.115 | 2       | 25    |
| 2   | 36 | Mika Kallio         | Red Bull KTM             | KTM          | 15   | +3.242    | 1       | 20    |
| 3   | 75 | Mattia Pasini       | Master - MVA Aspar       | Aprilia      | 15   | +3.381    | 6       | 16    |
| 4   | 1  | Thomas Lüthi        | Elit - Caffe Latte       | Honda        | 15   | +3.639    | 4       | 13    |
| 5   | 60 | Julián Simón        | Red Bull KTM             | KTM          | 15   | +3.838    | 10      | 11    |
| 6   | 52 | Lukáš Pešek         | Derbi Racing             | Derbi        | 15   | +6.069    | 3       | 10    |
| 7   | 35 | Raffaele De Rosa    | Multimedia Racing        | Aprilia      | 15   | +6.085    | 7       | 9     |
| 8   | 32 | Fabrizio Lai        | Valsir Seedorf Racing    | Honda        | 15   | +6.572    | 9       | 8     |
| 9   | 14 | Gábor Talmácsi      | Humangest Racing         | Honda        | 15   | +6.704    | 11      | 7     |
| 10  | 6  | Joan Olivé          | SSM Racing               | Aprilia      | 15   | +8.310    | 5       | 6     |
| 11  | 18 | Nicolás Terol       | Derbi Racing             | Derbi        | 15   | +13.250   | 16      | 5     |
| 12  | 71 | Tomoyoshi Koyama    | Malaguti Ajo Corse       | Malaguti     | 15   | +13.285   | 13      | 4     |
| 13  | 55 | Héctor Faubel       | Master - MVA Aspar       | Aprilia      | 15   | +13.347   | 8       | 3     |
| 14  | 11 | Sandro Cortese      | Elit - Caffe Latte       | Honda        | 15   | +13.402   | 18      | 2     |
| 15  | 63 | Mike Di Meglio      | FFM Honda Grand Prix 125 | Honda        | 15   | +27.746   | 15      | 1     |
| 16  | 42 | Pol Espargaró       | Campetella Racing Junior | Derbi        | 15   | +31.087   | 29      |       |
| 17  | 44 | Karel Abraham       | Cardion AB Motoracing    | Aprilia      | 15   | +31.890   | 22      |       |
| 18  | 16 | Michele Conti       | Valsir Seedorf Racing    | Honda        | 15   | +36.666   | 24      |       |
| 19  | 8  | Lorenzo Zanetti     | Skilled I.S.P.A. Racing  | Aprilia      | 15   | +41.491   | 14      |       |
| 20  | 9  | Michael Ranseder    | Red Bull KTM Junior      | KTM          | 15   | +41.517   | 28      |       |
| 21  | 53 | Simone Grotzkyj     | Campetella Racing Junior | Aprilia      | 15   | +41.687   | 35      |       |
| 22  | 20 | Roberto Tamburini   | Matteoni Racing          | Aprilia      | 15   | +41.882   | 26      |       |
| 23  | 26 | Vincent Braillard   | Multimedia Racing        | Aprilia      | 15   | +41.910   | 33      |       |
| 24  | 13 | Dino Lombardi       | 3C Racing                | Aprilia      | 15   | +46.393   | 30      |       |
| 25  | 90 | Hiroaki Kuzuhara    | WTR Blauer USA           | Aprilia      | 15   | +46.411   | 27      |       |
| 26  | 87 | Roberto Lacalendola | 3C Racing                | Aprilia      | 15   | +47.620   | 32      |       |
| 27  | 67 | Blake Leigh-Smith   | Red Bull KTM Junior      | KTM          | 15   | +1:03.538 | 31      |       |
| 28  | 38 | Bradley Smith       | Repsol Honda             | Honda        | 15   | +1:34.602 | 17      |       |

### Ritirati
| Nº | Pilota           | Squadra               | Motocicletta | Giri | Griglia |
| -- | ---------------- | --------------------- | ------------ | ---- | ------- |
| 34 | Esteve Rabat     | Wurth Honda BQR       | Honda        | 13   | 19      |
| 12 | Federico Sandi   | SSM Racing            | Aprilia      | 13   | 21      |
| 45 | Imre Tóth        | Team Toth             | Aprilia      | 13   | 20      |
| 59 | Rhys Moller      | Rhys Moller Racing    | Honda        | 8    | 36      |
| 15 | Michele Pirro    | Humangest Racing      | Honda        | 4    | 34      |
| 43 | Manuel Hernández | Nocable Angaia Racing | Aprilia      | 2    | 23      |

### Non ripartiti
| Nº | Pilota       | Squadra              | Motocicletta | Griglia |
| -- | ------------ | -------------------- | ------------ | ------- |
| 33 | Sergio Gadea | Master - MVA Aspar   | Aprilia      | 12      |
| 37 | Joey Litjens | Arie Molenaar Racing | Honda        | 25      |

### Non partiti
| Nº | Pilota       | Squadra                    | Motocicletta |
| -- | ------------ | -------------------------- | ------------ |
| 22 | Pablo Nieto  | Multimedia Racing          | Aprilia      |
| 24 | Simone Corsi | Squadra Corse Metis Gilera | Gilera       |

### Non qualificati
| Nº | Pilota        | Squadra                   | Motocicletta |
| -- | ------------- | ------------------------- | ------------ |
| 58 | Brett Symonds | Tassie WindsScreens       | Honda        |
| 57 | Tom Hatton    | Tom Hatton Racing         | Honda        |
| 62 | Brent Rigoli  | Angelo's Aluminium Racing | Honda        |